# ريال مدريد موسم 1957–58
موسم 1957–58 هو الموسم الخامس والخمسين لنادي ريال مدريد لكرة القدم والموسم السابع والعشرين على التوالي للنادي في الدرجة الأولى من كرة القدم الإسبانية.
وشهد الموسم فوز ريال مدريد بالثنائية القارية ، وحصد كأس أوروبا للمرة الثالثة على التوالي، واقترب بشكل مؤلم من حصد أول ثلاثية له على الإطلاق، قبل أن يخسر أمام أتليتيك بلباو في نهائي كأس الملك .